# Rue de Nevers
La rue de Nevers est une voie située dans le quartier de la Monnaie dans le 6e arrondissement de Paris.

## Situation et accès
La rue de Nevers est desservie par les lignes 4 et 10 à la station Odéon.

## Origine du nom
Elle porte ce nom car elle longeait l'hôtel de Nevers qui avait remplacé en partie l'hôtel de Nesle à partir de 1580.

## Historique
La ruelle a été ouverte au XIIIe siècle et servait alors de passage de servitudes pour évacuer les déchets de la maison religieuse des frères Sachets et du collège de Saint-Denis. Ses accès fermés par deux portes lui conféraient alors le nom de « rue des Deux Portes ». Elle longeait l'ancien hôtel de Nevers (duquel elle doit son nom à partir de 1636) qui avait remplacé vers 1600 l'hôtel de Nesle.
Elle est citée sous le nom de « rue des Deux portes », pour une partie et de « rue du Fossé, qui est entre la porte de Nesle et de Bussy », pour une autre partie, dans un manuscrit de 1636.
Sur la voûte marquant l'entrée de la rue se trouvent retranscrits des vers du poète libertin Claude Le Petit concernant l'état du pont Neuf, extraits de son ouvrage Paris ridicule (1668).

## Bâtiments remarquables et lieux de mémoire
- No 1 : à la descente du Pont-Neuf, au coin de la rue de Nevers et du quai de Conti, se trouvait en 1729, la boutique de la veuve Pissot, libraire, qui vendait le Mercure françois à l'enseigne de La Croix d'Or[3].

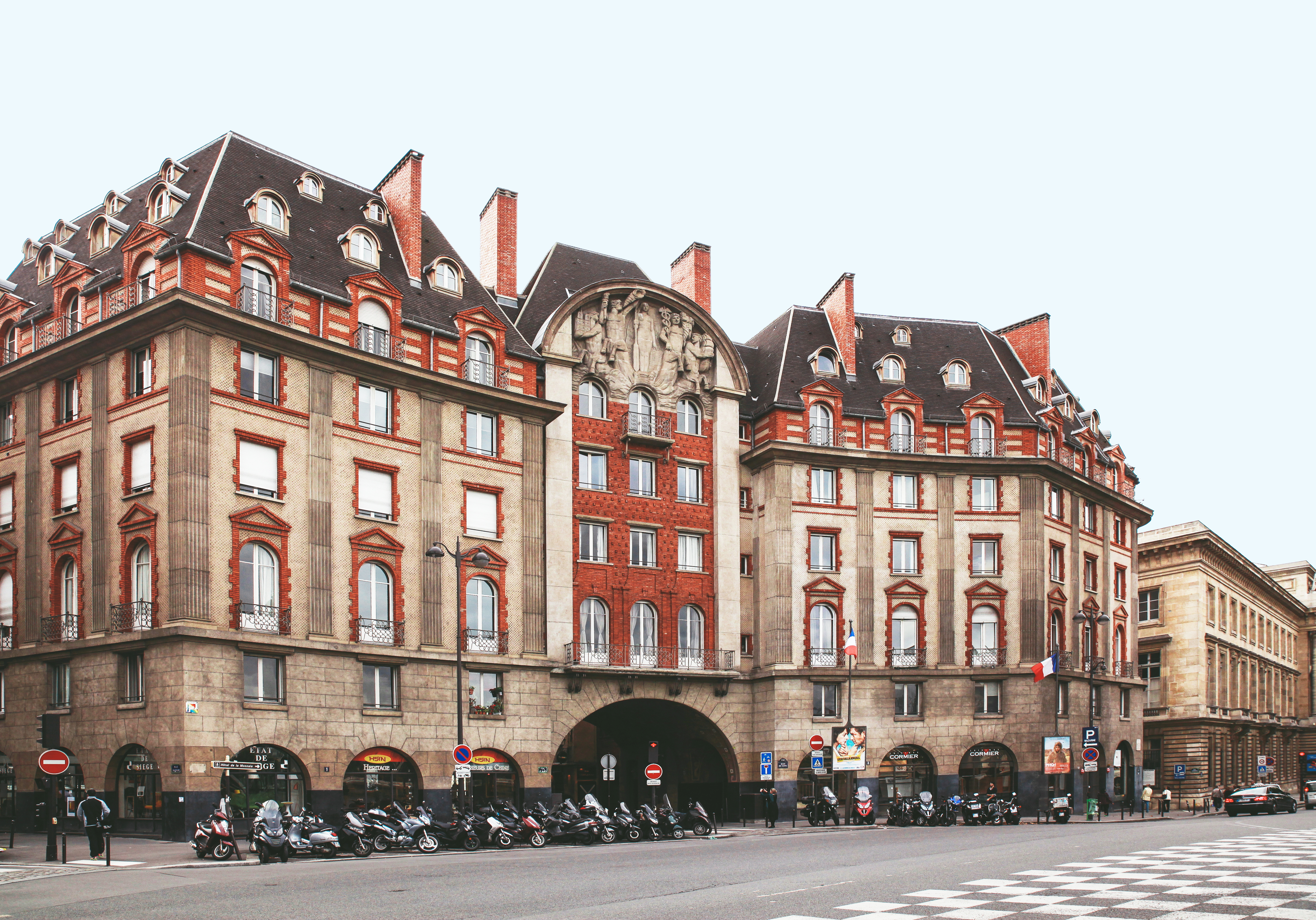
Entrée de la rue sous l'arche, sur le quai de Conti.
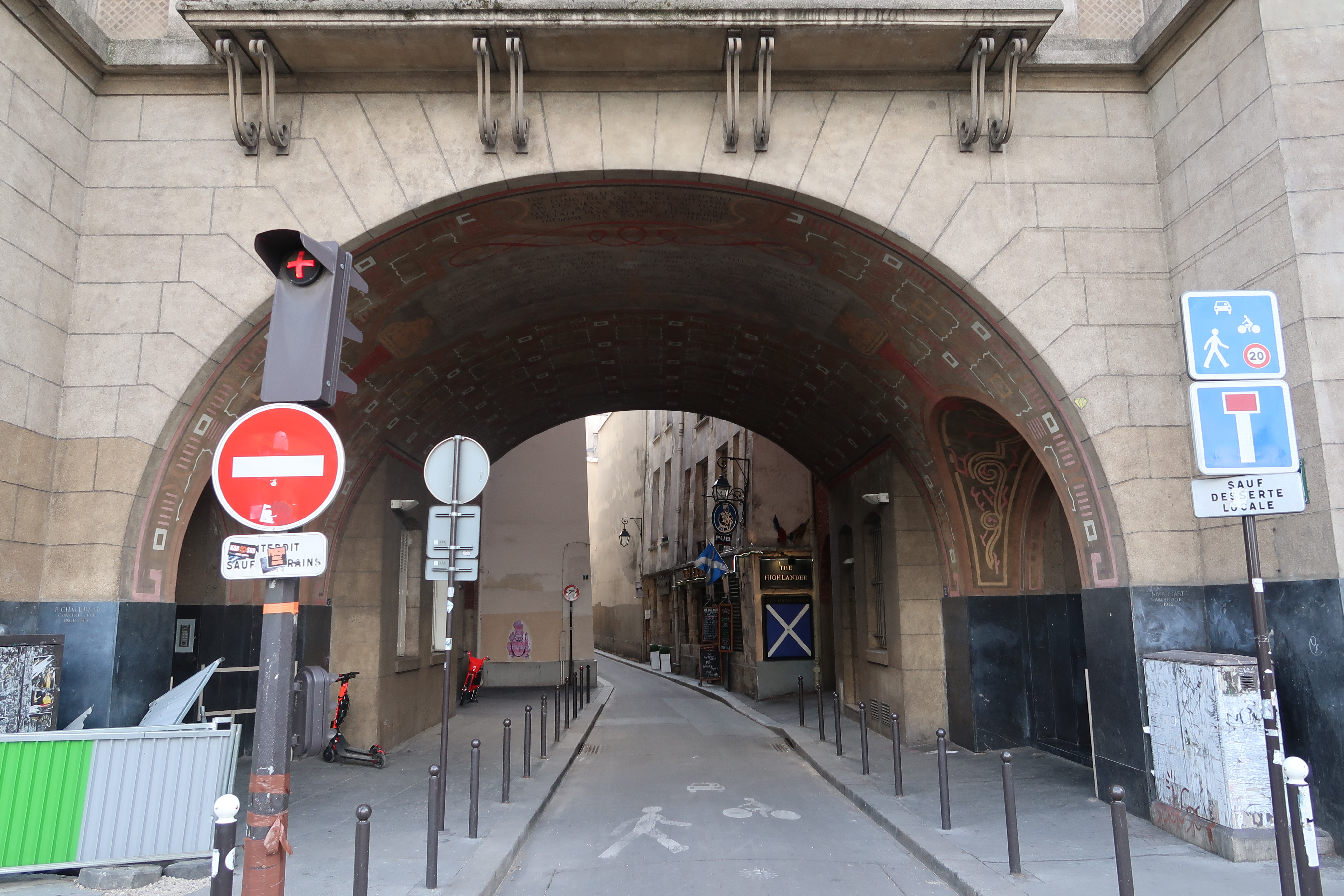
Début de la rue de Nevers, côté quai de Conti.
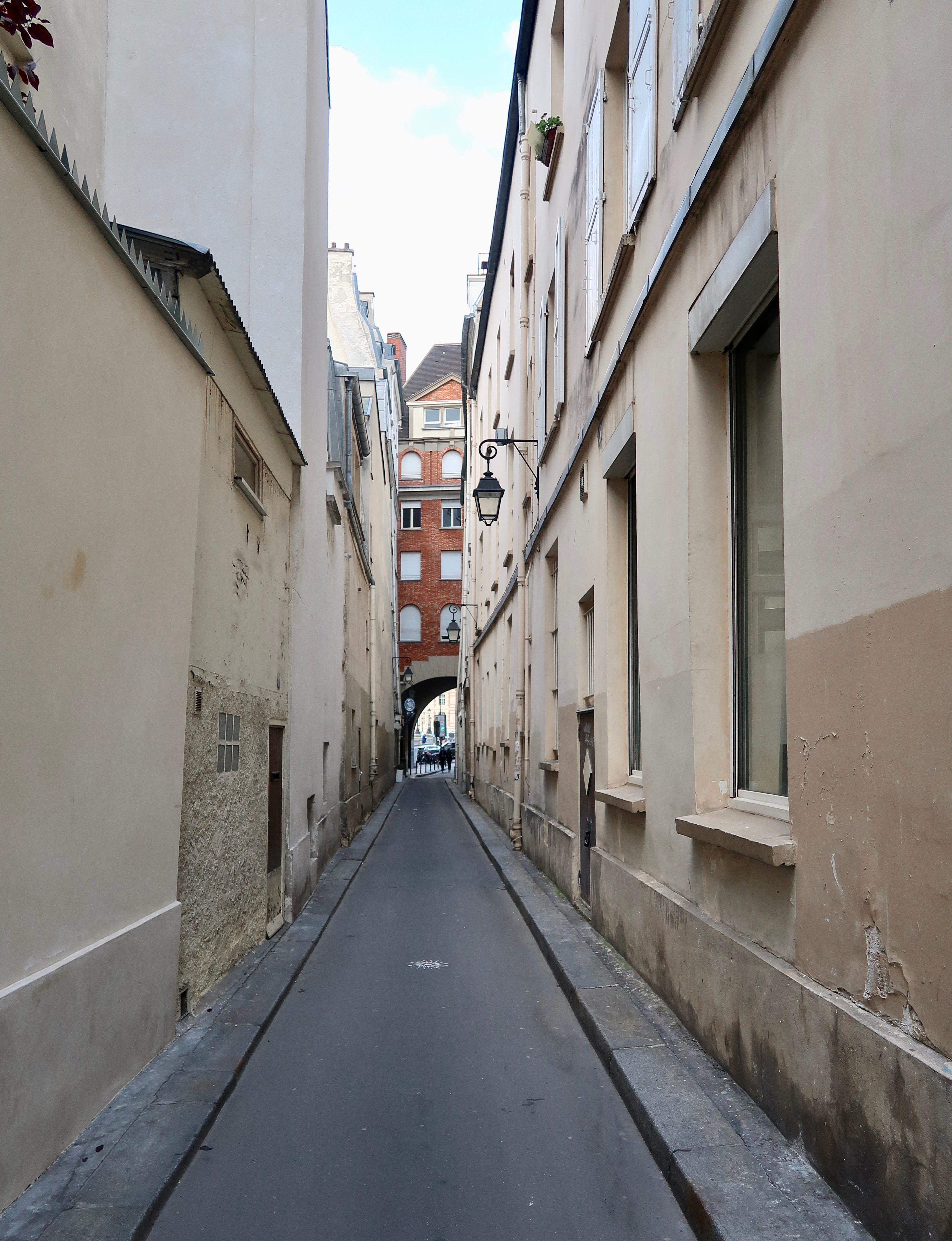
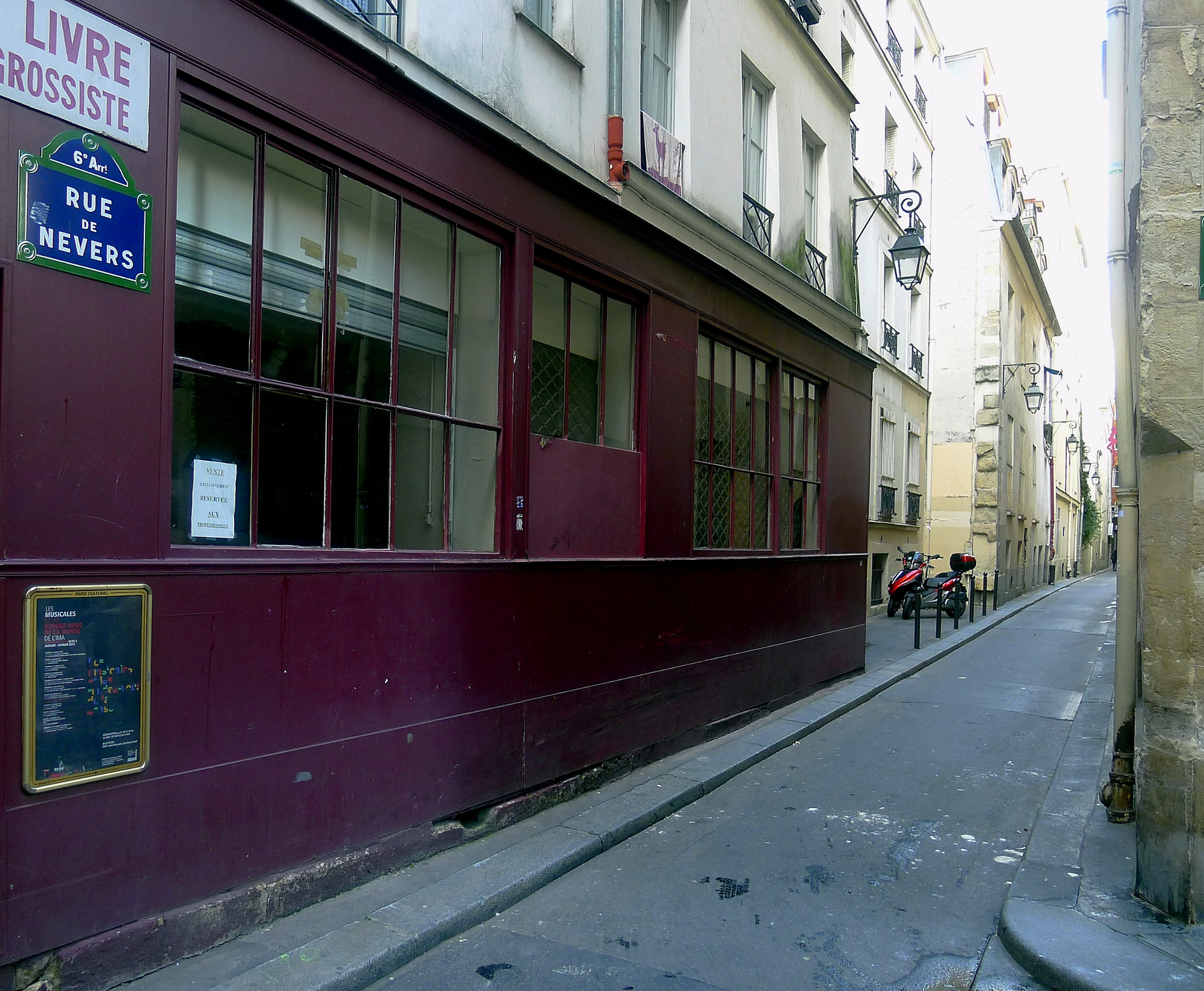
Fin de la rue à la jonction de la rue de Nesle.

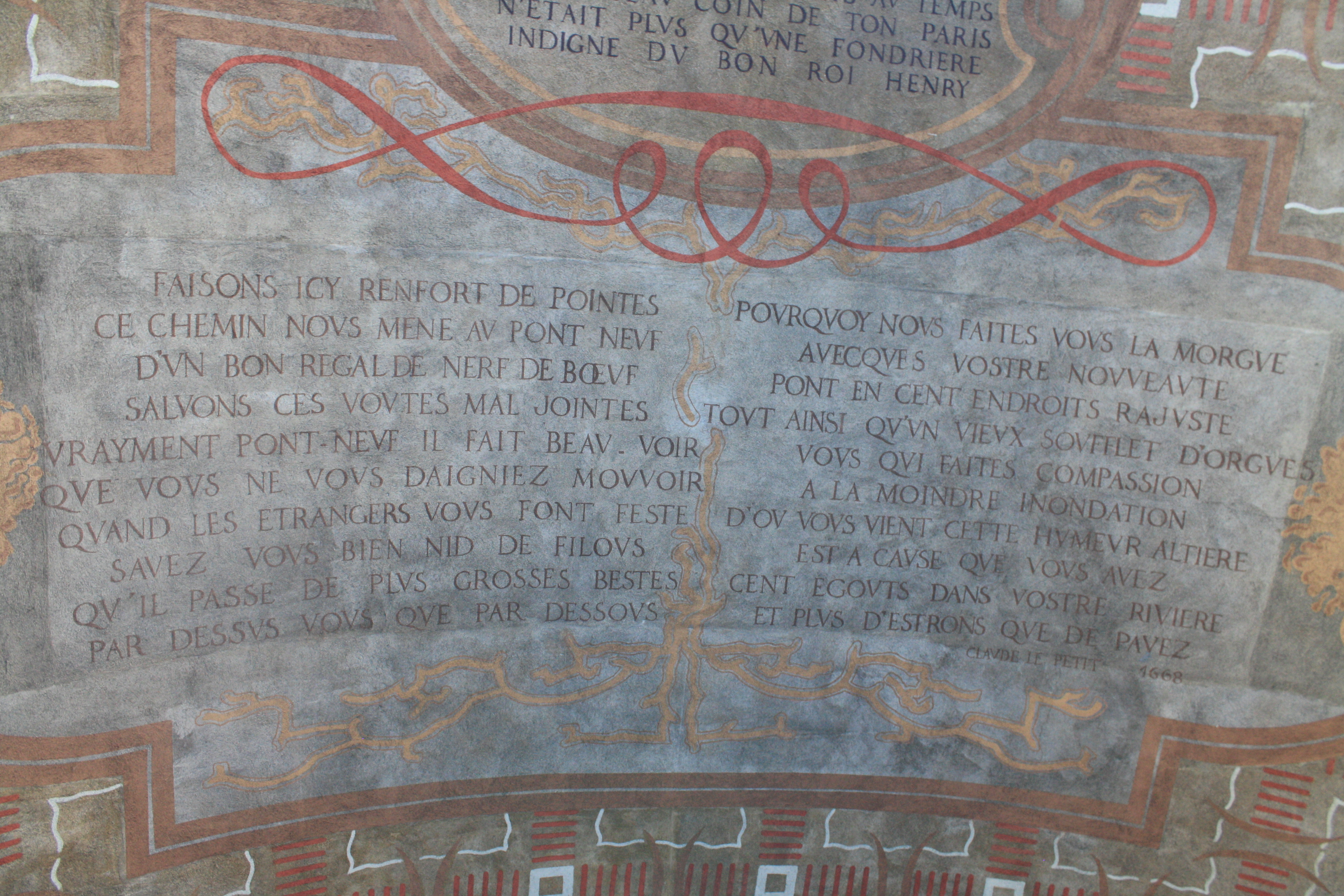
Vers de Claude Le Petit concernant le pont Neuf (sur la voûte).
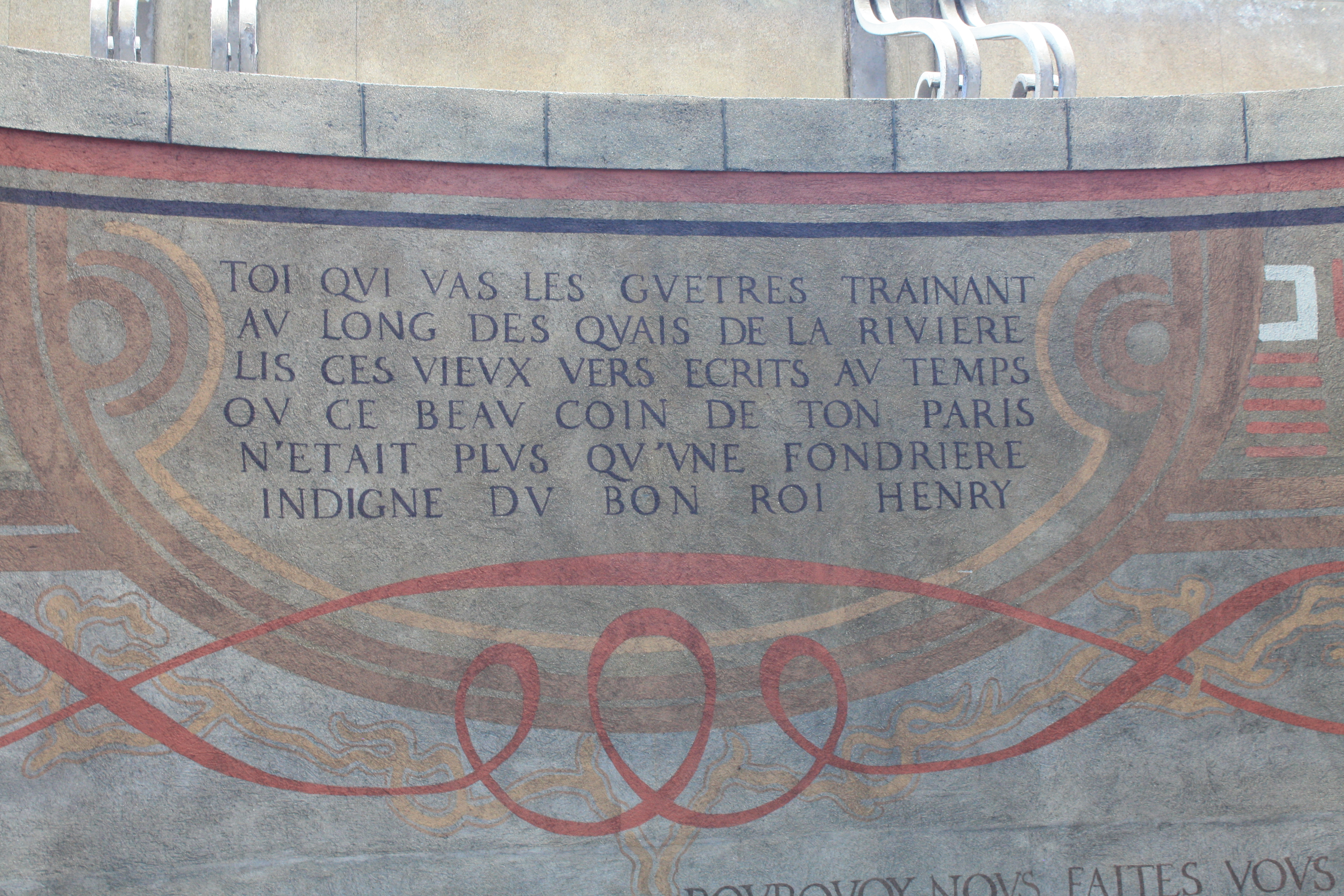
Autre inscription de la voûte.

## Au cinéma
Une scène du film Mission impossible : Fallout (2018) a été tourné dans cette rue. Ethan Hunt et August Walker bloquent la voie à l’aide de leur camion et enfourchent leur moto pour se rendre place Charles-de-Gaulle.